# 夏川結衣
夏川結衣（1968年6月1日—），日本女演员，出生于熊本縣八代市，身高165公分，血型A型，興趣是網球和數獨，為左撇子，但平常書寫時會使用右手。畢業於八代白百合學園高等學校，現屬於Theater Do Posch經紀公司。

## 簡歷
1991年，夏川參加Unitika舉辦的泳裝美少女選拔並成為該年的泳裝美少女；1992年首次演出電視連續劇《壯志驕陽》，飾演唐澤壽明的未婚妻，於同年亦首次出演電影《天空為何這樣藍》；1993年在《夏目雅子物語》裡飾演夏目雅子一角開始受人注目；1994年，憑首次主演的電影《長夜將至》，獲得第十六屆橫濱影展最佳新人獎。其後在1997年和豐川悅司主演的電視劇《青鳥》中，出色的表現讓她在第十五回日劇學院賞獲頒發最佳女配角。近年的作品有《不能結婚的男人》、《俠義看護》、《橫山家之味》和《孤高的手術刀》。

## 作品記錄

### 電影
- 1993年：《天空為何這樣藍》/ 飾演 青木かおる
- 1994年：《長夜將至》/主演 土屋名美
- 1995年：《藏》/ 飾演 山中せき
- 1996年：《私立探偵 濱マイク: 完結編 「THE TRAP」》/ 飾演 吉田百合子
- 1996年：《GONIN 2》/ 飾演 早紀
- 1997年：《私たちが好きだったこと》 / 飾演 柴田愛子
- 1999年：《死國》 / 主演 明神比奈子
- 2000年：《アカシアの道》 / 飾演 木島美和子
- 2001年：《DISTANCE》 / 飾演 きよか
- 2001年：《陰陽師》 / 飾演 藤原祐姫（村上天皇更衣）
- 2003年：《壬生義士伝》 / 飾演 しづ
- 2003年：《畢業》 / 飾演 宮本泉
- 2003年：《スパイ・ゾルゲ》 / 飾演 尾崎英子
- 2003年：《座頭市》 / 飾演 おしの
- 2003年：《油断大敵》 / 飾演 牧子先生
- 2006年：《花的武者》 / 飾演 おりょう
- 2006年：《地海戰記》 / 聲演 王妃
- 2007年：《天然子結構》 / 飾演 右田以東子
- 2008年：《橫山家之味》 / 飾演 横山ゆかり
- 2009年：《BALLAD 無名的戀曲》 / 飾演 川上美佐子
- 2010年：《孤高的手術刀》/ 飾演 中村浪子
- 2011年：《奇跡》/ 飾演 有吉恭子
- 2012年：《はやぶさ 遥かなる帰還》/ 飾演 井上真理
- 2013年：《東京家族》/ 飾演 文子
- 2016年：《64：史上最凶惡綁架撕票事件前篇》/ 飾演 三上美那子
- 2016年：《64：史上最凶惡綁架撕票事件後篇》/ 飾演 三上美那子
- 2023年：《沉默的艦隊》/ 飾演 曾根崎仁美

### 電視連續劇
- 1992年 1月：《壯志驕陽》/ CX / 飾演 神園美和
- 1992年 10月：《星期四的飯桌》/ TBS/ 飾演 宮沢千奈美
- 1993年 4月：《谷口六三商店》/ TBS / 飾演 谷口明子
- 1993年 10月：《愛無謊言》/ TBS / 飾演 中田麻里
- 1993年 8月：《怪談 KWAIDAN II》/ CX
- 1993年：《夏目雅子物語》/ CX / 主演 夏目雅子
- 1994年：《戦国武士の有給休暇》/ NHK /
- 1994年 6月：《ゆっくりおダイエット》/ NHK / 飾演 玲子
- 1994年 10月：《家族A》/ TBS / 飾演 安西章子
- 1997年 10月：《青鳥》/ TBS/ 飾演 町村薰
- 1998年 7月：《結婚前夜》/ NHK / 主演 篠田奈緒
- 1999年 1月：《加賀百萬石 母與子的戰國生存術》/ NHK / 飾演 京極
- 1999年 9月：《高村薫サスペンス「地を這う虫」》/ NHK / 飾演 篠田奈緒
- 1999年 10月：《戀愛詐欺師》/ EX / 飾演 浜名淳子
- 2000年：《ネット・バイオレンス～名も知らぬ人びとからの暴力》/ NHK / 主演 阿南亮子
- 2001年 4月：《ある日、嵐のように》/ NHK / 飾演 堀井佐和子
- 2002年 8月：《夏天的承諾》/ EX / 主演 牧村洋子
- 2003年 10月：《鬼鄰居》/ CX / 主演 松本梓
- 2004年 3月：《菊亭八百善の人びと》/ EX / 飾演 杉山汀子
- 2004年 7月：《人間的証明》/ CX / 飾演 本宮桐子
- 2005年 1月：《義經》/ NHK / 飾演 明子
- 2005年 1月：《87%陪妳一起走過》/ NTV / 主演 小谷晶子
- 2005年 11月：《螢火蟲之墓》/ NTV / 飾演 横川京子
- 2006年 1月：《對岸的她》/ WOWOW / 主演 田村小夜子
- 2006年 7月：《不能結婚的男人》/ KTV / 飾演 早坂夏美
- 2007年 1月：《母とママと、私。～10年目の再会～》/ EX / 飾演 藤本千恵
- 2007年 10月：《點與線》/ EX / 飾演 安田亮子
- 2008年 4月：《無理的戀愛》/ KTV / 飾演 長野楓
- 2008年 4月：《首席銷售員》/ NHK / 主演 槙野久子
- 2009年 4月：《夜光的階梯》/ EX / 飾演 福地藤子
- 2009年 7月：《俠義看護 》/ CX / 飾演 羽鳥晶
- 2010年 3月: 《遲來的雨》/ NTV / 飾演 秋川桜
- 2010年 4月: 《新參者》/ TBS / 飾演 枝川頼子
- 2010年 8月: 《15歳的志願兵》/ NHK / 飾演 山村登美
- 2010年 12月: 《等待一年半》/ BS-TB S/ 主演 須村聰子
- 2011年 1月: 《廁所的神明》/ TBS / 飾演 植村洋子
- 2011年 1月: 《俠義看護 SP》/ CX / 飾演 羽鳥晶
- 2011年 秋季: 《幸福的黄手帕》/ NTV / 飾演 島光枝
- 2013年 5月: 《破案天才伽利略》第二季 / CX / 飾演 野木祐子
- 2016年 4月: 《不沉的太陽》 / WOWOW / 飾演 恩地律子
- 2017年 1月: 《バイプレイヤーズ  》/ Byplayers 同居吧歐吉桑們 ／TX / 客串 夏川結衣
- 2018年 10月: 《中學聖日記》/ TBS / 飾演 黑岩愛子
- 2021年 4月: 《打扮的戀愛是有理由的》 / TBS / 飾演 早乙女香子
- 2025年 1月: 《宛如阿修羅》 / NETFLIX / 飾演 枡川豐子

## 得獎記錄

### 電影
- 1994年：第十六回 橫濱電影節 - 最佳新人獎 (長夜將至)
- 2001年：第十一回 日本映画批評家大賞 - 主演女優賞 (アカシアの道)
- 2001年：第十六回 高崎電影節 - 助演女優賞 (DISTANCE)
- 2008年：第二十一回 日刊體育電影大賞 - 助演女優賞 (橫山家之味)
- 2009年：第二十三回 高崎電影節 - 助演女優賞 (橫山家之味)
- 2011年：第三十二回 横浜電影節 - 助演女優賞 (孤高的手術刀)
- 2011年：第二十回 東京體育電影大獎 - 助演女優賞 (孤高的手術刀)
- 2011年: 第六十五回 每日電影大獎 - 助演女優賞 (孤高的手術刀)
- 2011年: 第三十四回 日本電影金像獎 - 優秀助演女優賞 (孤高的手術刀)

### 電視
- 1997 年：第十五回 日劇學院賞 - 最佳女配角 (青鳥)
- 2000 年：第二十七回 放送文化基金賞 - 女優演技賞（ネット・バイオレンス～名も知らぬ人びとからの暴力）
- 2006 年：第五十回 日劇學院賞 - 最佳女配角 (不能結婚的男人)

## 外部連結
- プロフィール （页面存档备份，存于） - テアトル・ド・ポッシュ